# Ladusvala
Ladusvala (Hirundo rustica) är den mest spridda fågelarten i familjen svalor. Ladusvalan är en tätting med ett distinkt utseende med blå ovansida, lång, djupt delad stjärt och böjda spetsiga vingar. Den förekommer i Europa, Asien, Afrika och Amerika.
Arten delas oftast in i sex underarter, vilka häckar över norra halvklotet. Fyra av dessa är utpräglade flyttfåglar och deras vinterkvarter täcker stora delar av södra halvklotet ända till centrala Argentina, Kapprovinsen i Sydafrika och norra Australien. Dess vidsträckta utbredning medför att ladusvalan inte är hotad av utrotning.
Ladusvalan är en fågel som trivs i öppna landskap och ofta häckar i byggnader uppförda av människor. Den bygger ett skålformigt rede, av bland annat lera, i lador eller liknande byggnader och livnär sig av insekter som den fångar i flykten.
Denna art lever i nära anslutning till människor, och dess vana att äta insekter har medfört att människorna ofta haft en tolerant inställning till arten. Detta stärktes förr även av vidskepliga föreställningar kring fågeln och dess bo. Det finns många hänvisningar till ladusvalan i litterära och religiösa verk, både på grund av att den lever i människans närhet och på grund av dess tydligt märkbara årliga flyttning.

## Taxonomi och utbredning
Ladusvalan beskrevs taxonomisk första gången av Linné i Systema Naturae 1758 som Hirundo rustica, med karakteriseringen H. rectricibus, exceptis duabus intermediis, macula alba notatîs. Hirundo är det latinska ordet för "svala" och rusticus betyder "lantlig". Denna art är den enda i släktet vars utbredning sträcker sig till Amerika, medan flertalet Hirundo-arter hör hemma i Afrika.
Det finns få taxonomiska problem inom släktet, men guineasvala (Hirundo lucida), som hör hemma i Västafrika, Kongobäckenet och Etiopien, behandlades tidigare som underart av ladusvalan. Guineasvala är något mindre än ladusvalan, har smalare blått bröstband och den adulta fågeln har kortare stjärtpennor. I flykten ser den också blekare ut undertill än ladusvalan gör. Det förs dock diskussioner kring ladusvalans uppdelning i underarter.

### Utbredning
Arten häckar över stora delar av norra halvklotet, som längst söderut kring Hongkong, och övervintrar i tropiska regioner på södra halvklotet i Sydamerika, Afrika, Indien, Sydostasien och nordvästra Australien. Dess vidsträckta utbredning innebär att ladusvalan inte är hotad, fastän det kan förekomma lokala minskningar av populationer på grund av specifika hot, som uppförandet av en internationell flygplats nära Durban.
Som kan förväntas av en långflyttare har fågeln förekommit som gäst på så skilda platser som Hawaii, Bermuda, Grönland, Tristan da Cunha och Falklandsöarna.

### Migration
Ladusvalan flyger under hösten till sina vinterkvarter. Förflyttningarna sker huvudsakligen under dagtid vilket skiljer arten från de flesta andra mindre flyttfåglar i ordningen tättingar. Enda undantaget är migrationen över stora öknar som sker under natten. Hos ungdjur och ibland även hos adulta exemplar förekommer längre pauser som kan vara i några veckor. Individer från den nordeuropeiska populationen behöver i genomsnitt 10 veckor för att nå fram till södra Afrika. Där skapar de stora kolonier i ganska begränsade revir. I Botswana observerades till exempel cirka en miljon ladusvalor i ett område med 34 träd. Det motsvarar ungefär 30 000 exemplar per träd. Vårens migration till artens häckningsområden tar bara fem till sex veckor för samma population.

### Utbredning i Sverige

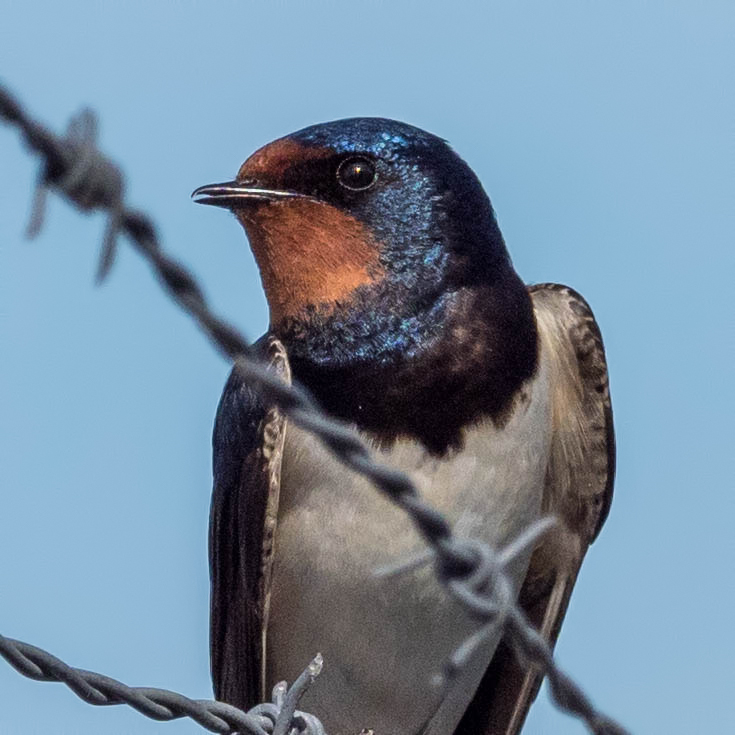
Ladusvala, Hirundo rustica i Vaxholm, Sverige

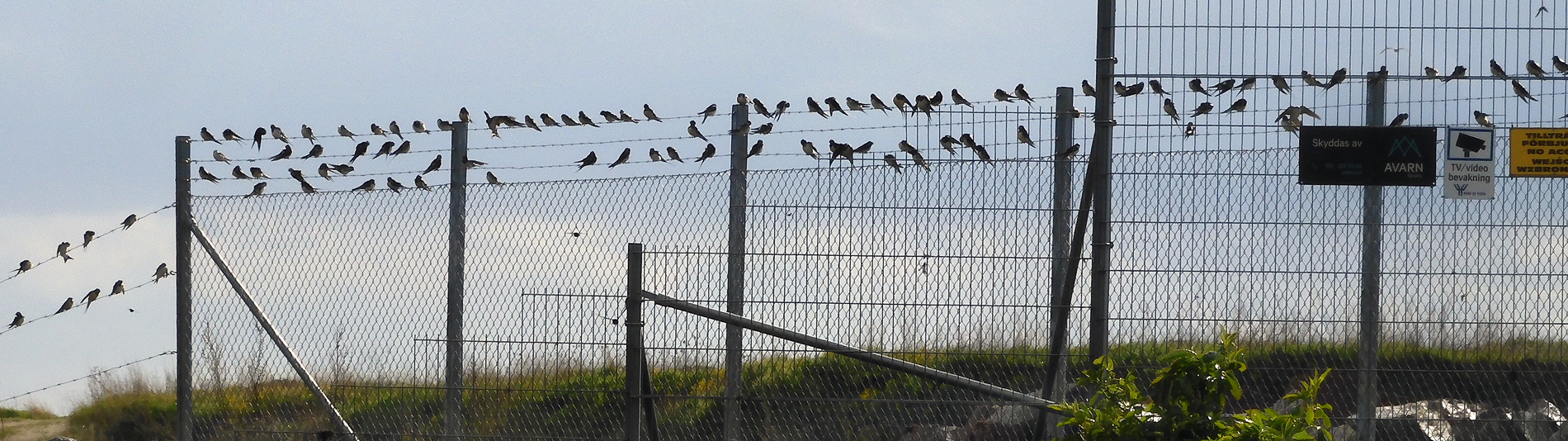
Ladusvalor samlas ofta i stora flockar för att putsa sig

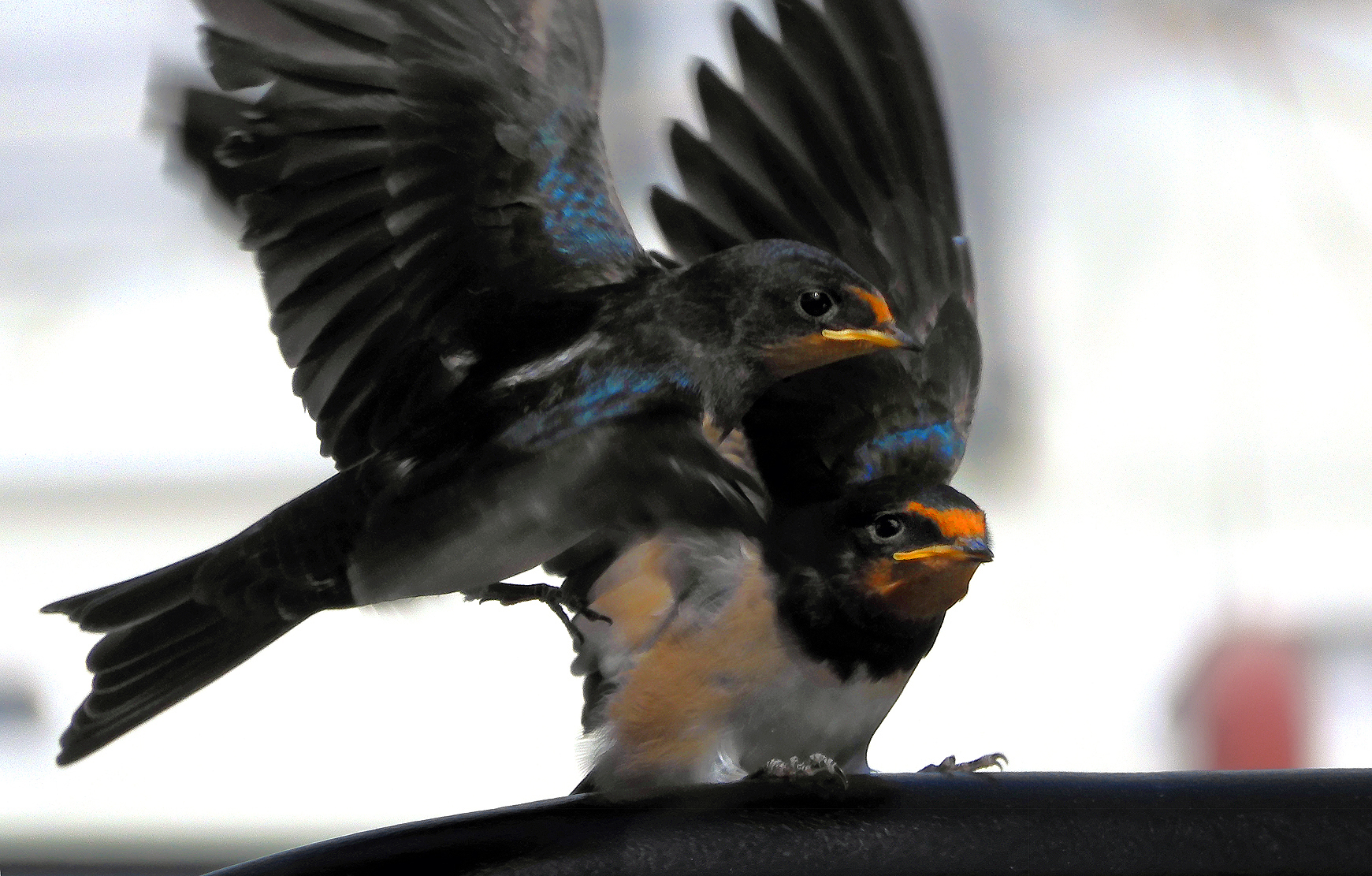
Två juvenila, Sverige.

Ladusvalan är Sveriges vanligaste svala. Den häckar över hela landet ända upp till Torne lappmark i norr. Den är allmän i södra och mellersta Sverige, men mer sparsam i Norrland. De svenska ladusvalorna övervintrar i mellersta och södra Afrika och de återkommer till Sverige som den tidigaste svalan i slutet av april eller början av maj.

### Underarter och deras utbredning
Sex underarter av ladusvala är allmänt erkända. I Östasien har ytterligare ett antal alternativa former föreslagits, däribland saturata av Robert Ridgway 1883, kamtschatica av Benedykt Dybowski 1883 och mandschurica av Wilhelm Meise 1934. Med anledning av dessa formers osäkra giltighet, följer denna artikel framställningen hos Turner och Rose.

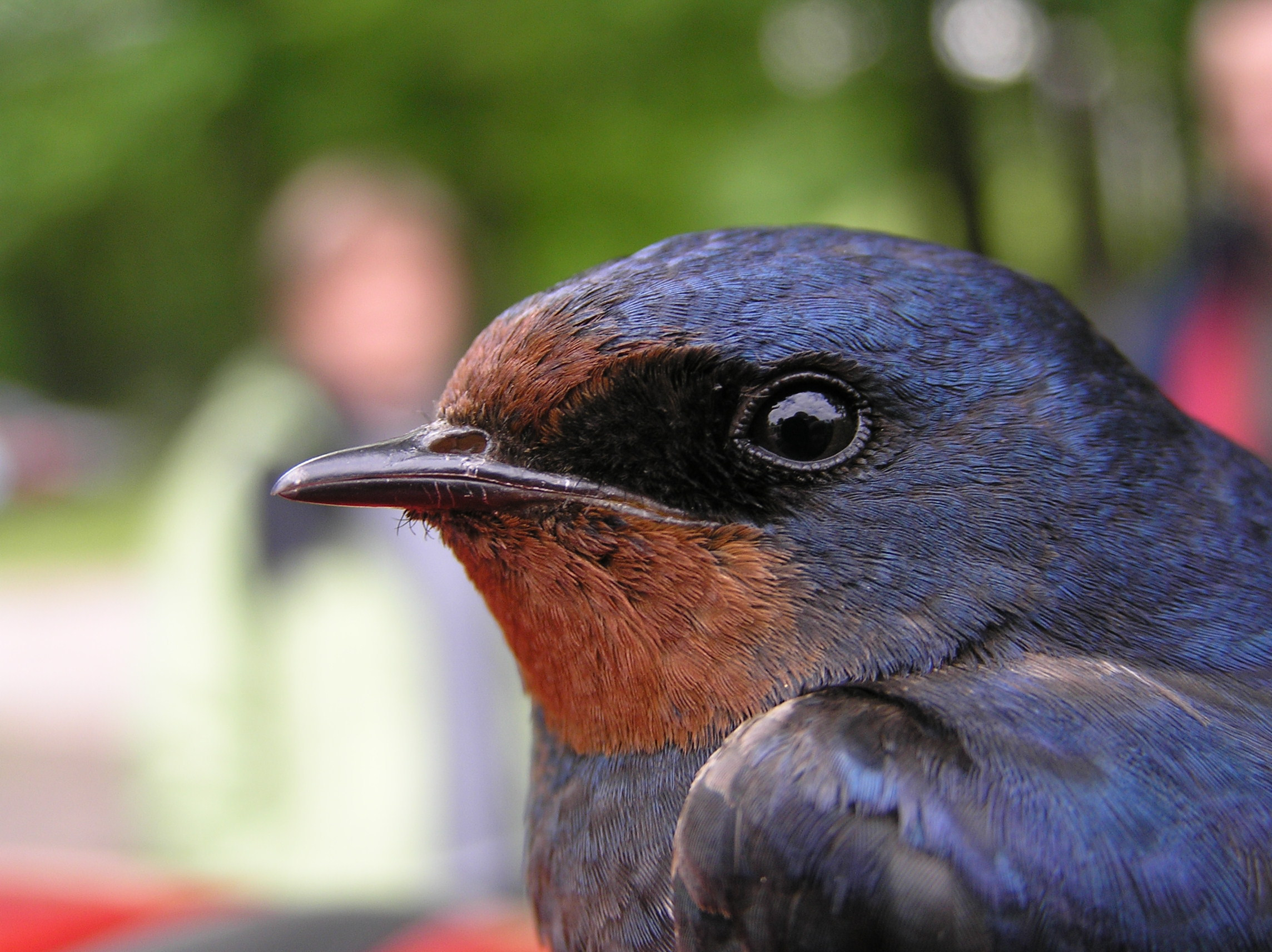
H. r. rustica i Polen

- europeisk ladusvala[13] H. r. rustica, den europeiska nominatunderarten, häckar i Europa och Asien, så långt norrut som Polcirkeln, söderut till Nordafrika, Mellanöstern och Sikkim och österut i Ryssland till Jenisej. Den flyttar på bred front för att övervintra i Afrika, Arabiska halvön och Indiska halvön.[3] De ladusvalor som övervintrar i södra Afrika kommer från Eurasien till åtminstone 91°E,[14] och har uppmätts överbrygga 11660 kilometer under sin årliga flyttning.[15]

- H. r. transitiva beskrevs av Ernst Hartert 1910.[11] Den häckar i Mellanöstern från södra Turkiet över Syrien, Libanon, västra Jordanien till Israel och är delvis stannfågel, medan andra delar av populationen övervintrar i Östafrika.[3]

- H. r. savignii, den bofasta egyptiska underarten, beskrevs av James Stephens 1817 och fick sitt namn efter den franske zoologen Marie Jules César Savigny.[16] Den bebor Nildeltat till Luxor i söder.

- H. r. gutturalis, som beskrevs av Giovanni Antonio Scopoli år 1786,[11] har vitaktig undersida och brutet bröstband. Den häckar från östra Himalaya till Japan och Korea. Den övervintrar över tropiska Asien från Indien och Sri Lanka österut till Indonesien och Nya Guinea. Ett ökande antal fåglar övervintrar i Australien. Den hybridiserar med H. r. tytleri i Amurområdet. Det anses att de två östasiatiska formerna en gång var geografiskt avskilda, men de boplatser som erbjöds av expanderande mänsklig bosättning tillät deras utbredningsområden att överlappa varandra.[3] H. r. gutturalis flyttar till Alaska och Washington,[17]

- H. r. tytleri, som först beskrevs av Thomas Jerdon år 1864 och fick sitt namn från den brittiske soldaten, naturforskaren och fotografen Robert Christopher Tytler.[11] Den häckar i centrala Sibirien söderut till norra Mongoliet, Manchuriet och Kamtjatka, och övervintrar från östra Bengalen österut till Thailand och Malaysia.[3]

- H. r. erythrogaster, som beskrevs av Pieter Boddaert 1783,[11] häckar över hela Nordamerika, från Alaska till södra Mexiko, och flyttar till Små Antillerna, Costa Rica, Panama och Sydamerika för att övervintra.[18] Möjligen övervintrar några i de sydligaste delarna av häckningsutbredningen. Denna underart flyttar genom Centralamerika på smal front och är därför vanlig på genomresa i lågländerna vid båda kusterna.[19]

Förvånansvärt nog har DNA-analyser visat att ladusvalor från Nordamerika koloniserade Bajkalområdet i Sibirien, vilket är den motsatta riktningen för spridning mot den brukliga vad gäller Nordamerika och Eurasien.

## Utseende och läte
En adult hane av den europeiska nominatformen H. r. rustica är 17–19 centimeter lång inklusive 2–7 centimeter långa yttre stjärtpennor. Den har ett vingspann på 32–34,5 centimeter och väger 16–22 gram. Den har skimrande stålblå ovansida och rödbrun panna, haka och strupe, som avskiljs från de smutsvita underdelarna av ett brett mörkblått bröstband. Den känns igen på att de yttre stjärtpennorna är mycket långa, vilket gör stjärten mycket djupt kluven. Ving- och stjärtpennorna är svarta, de båda mellersta stjärtpennorna enfärgade, de övriga med en vit fläck i inre fanet.
Honan liknar hanen, men de yttre stjärtpennorna är kortare, det blåa på ovansidan och bröstbandet är mindre glänsande och underdelarna är blekare. Honan har också mindre rödbrunt på strupen och pannan. Juveniler är brunare och har blekt rödbeiget ansikte och vitare underdelar. Den saknar också den adulta fågelns långa stjärtpennor.

### Dräktskillnader hos underarterna

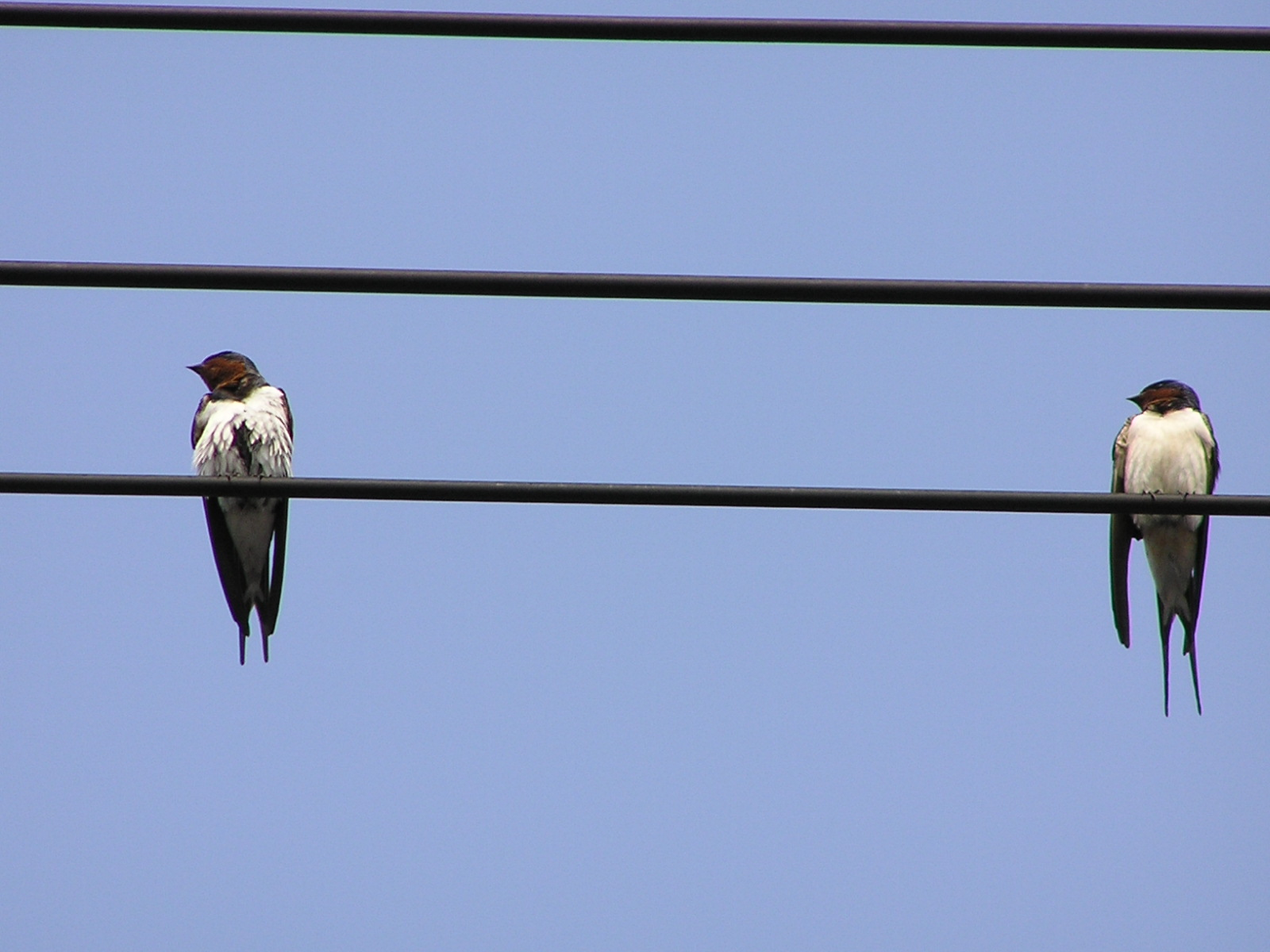
H. r. gutturalis fotograferade i Japan

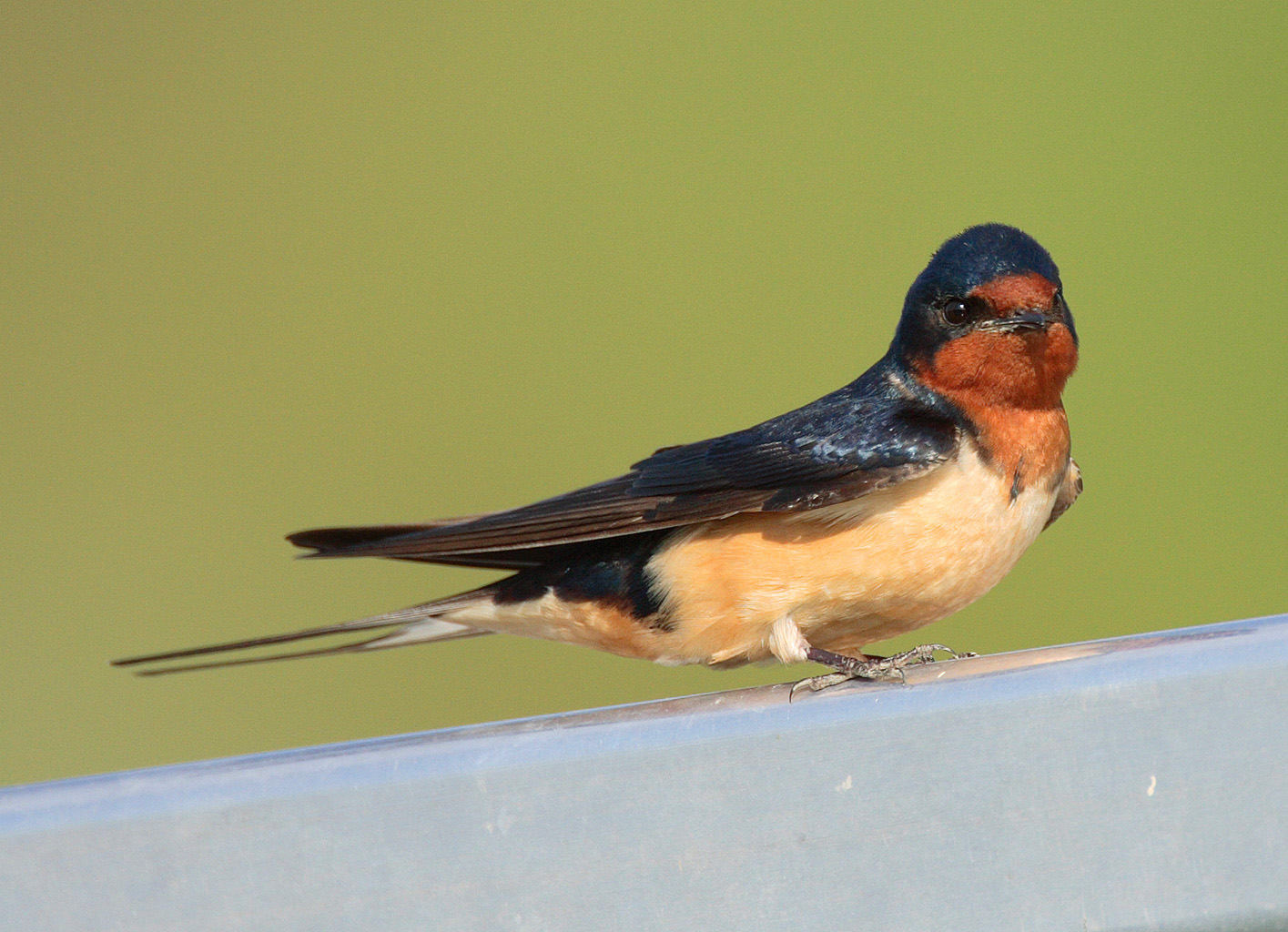
H. r. erythrogaster (hona) fotograferad i Kanada. Notera det smala bröstbandet och den ljusa undersidan med orange anstrykning.

- H. r. transitiva har orangeröd undersida och ett brutet bröstband.[3]
- H. r. savignii liknar transitiva, som också har orangeröd undersida, men savignii har ett fullständigt brett bröstband och djupare röd färgton på undersidan.[21]
- H. r. gutturalis liknar nominatformen med sin vitaktiga undersida men den har ett något smalare bröstband.
- H. r. tytleri har djupt orangeröd undersida och ofullständigt bröstband.[3]
- H. r. erythrogaster (adult hane) har orangeröd undersida och ofullständigt smalt bröstband. Den adulta honan är vitare på undersidan med bara en tillstymmelse till oranget och juvenilen är rosafärgad undertill. Den nordamerikanska underarten har även kortare stjärtpennor än den eurasiska nominatformen.[22]

### Förväxlingsmöjligheter med andra arter
Den karakteristiska kombinationen av ett rött ansikte och blått bröstband gör den adulta ladusvalan lätt att skilja från de afrikanska Hirundo-arterna. Det mörka bröstbandet är också den karaktär som särskiljer den från välkomstsvala (Hirundo neoxena) som den vintertid har överlappande utbredningsområde med på Nya Zeeland och i norra Australien och från kustsvala (Hirundo tahitica) som den vintertid har överlappande utbredningsområde med i de tropiska områdena av södra Asien. Den senare arten har också en kortare och mindre kluven stjärt. I Afrika kan den juvenila ladusvalans korta stjärtpennor orsaka förväxling med juvenila guineasvala (Hirundo lucida), men den senare har smalare bröstband och mer vitt på stjärten.

### Läte
Ladusvalans sång är ett glatt kvittrande, som ofta slutar med su-siir med den andra tonen högre än den första men med sjunkande tonhöjd. Bland ropen finns witt eller witt-witt och ett högljutt splii-plink när fågeln är upphetsad. Varningslätena är bland andra ett skarpt siflitt för predatorer som katter och ett flitt-flitt för rovfåglar som lärkfalken. Ladusvalan är ganska tyst i vinterkvarteren.

## Ekologi

### Biotop

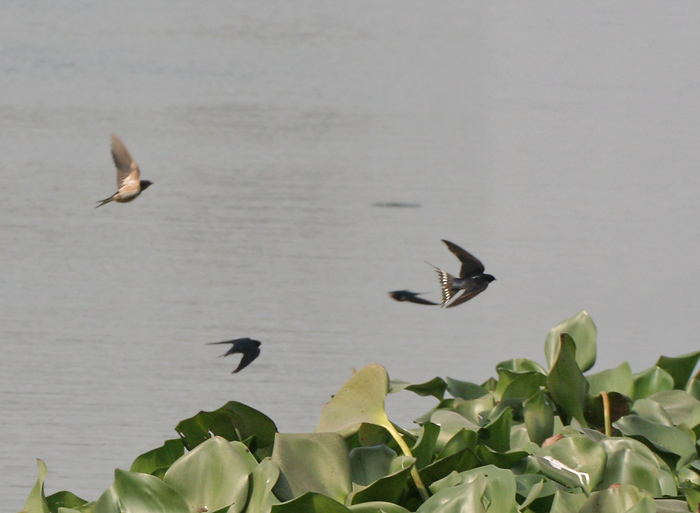
I Kolkata

Ladusvalan föredrar öppna landskap med låg växtlighet, såsom betesmarker, ängar och jordbruksmark, helst med vatten i närheten. Den undviker områden med mycket skog eller branter samt tättbebyggda platser. Att öppna byggnader, som lador, stall eller kulvertar, som ger häckningsplatser, och exponerade platser, som ledningar, takkrön eller nakna grenar att sitta på, finns tillgängliga är också viktigt i fågelns val av häckningsområde.
Den häckar på norra halvklotet från havsnivån till vanligen 2700 meter, men till 3000 meter i Kaukasus och Nordamerika, och saknas endast i öknar och de kalla nordligaste delarna av kontinenterna. Över en stor del av dess utbredningsområde undviker den städer, och i Europa ersätts den i stadsområden av hussvalan. På Honshu är dock ladusvalan en mer urban fågel, medan rostgumpsvala (Cecropis daurica) ersätter den som den lantliga arten.
På vintern är ladusvalan kosmopolitisk i sitt val av biotop, och undviker endast täta skogar och öknar. Den är vanligast i öppna landskap med låg växtlighet, som savann och ranchland, och i Venezuela, Sydafrika och Trinidad och Tobago beskrivs den som särskilt dragen till brända eller skördade sockerrörfält och avfallet från sockerröret. Enskilda fåglar tenderar att återvända till samma vinterkvarter varje år och samlas från ett stort område för att sova gemensamt i vassruggar. Det har observerats att ladusvalan har häckat i de mer tempererade delarna av sin vinterutbredning, såsom bergen i Thailand och i centrala Argentina.

### Häckning

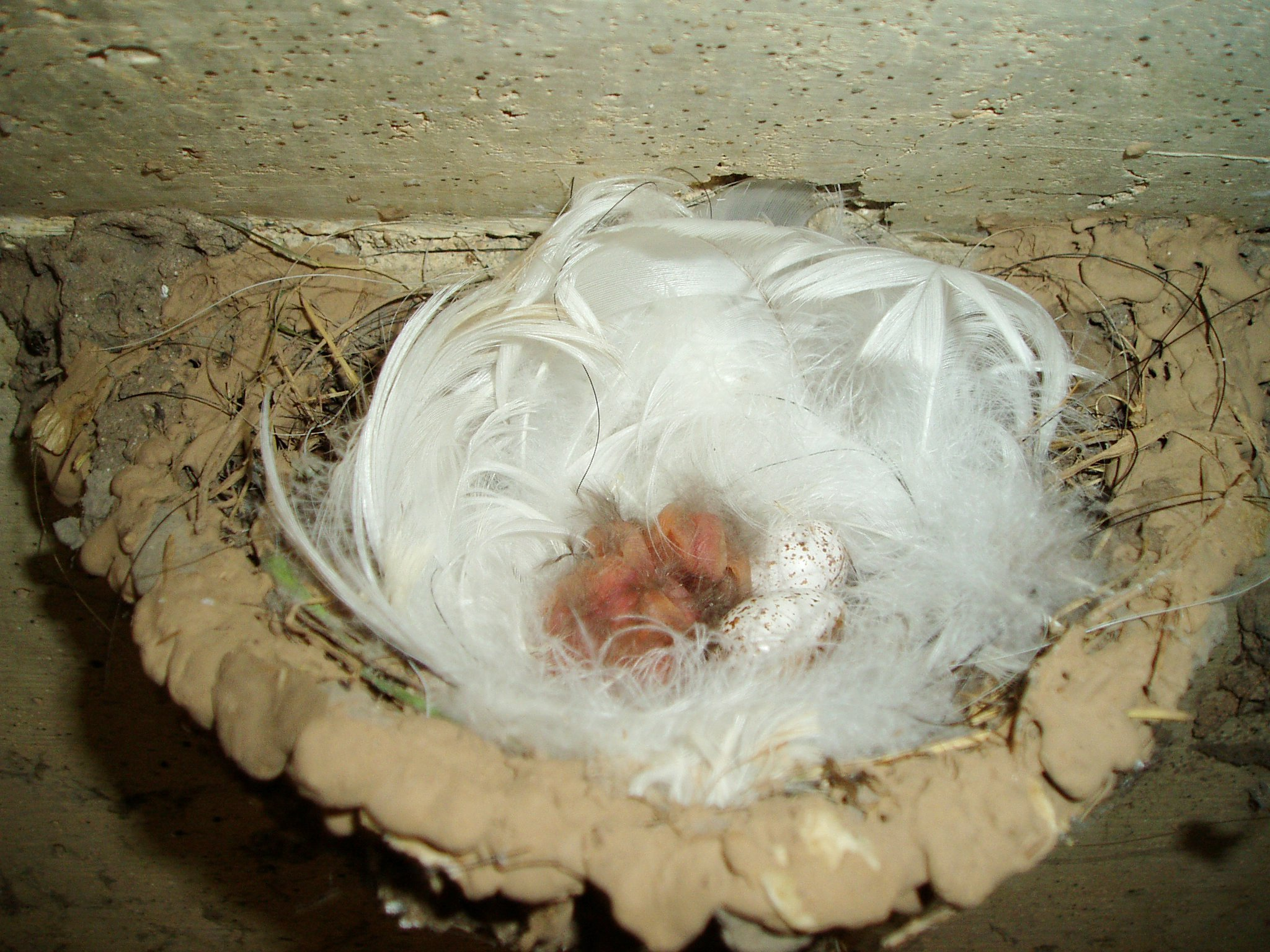
Ungar och ägg i ett rede fodrat med hästhår

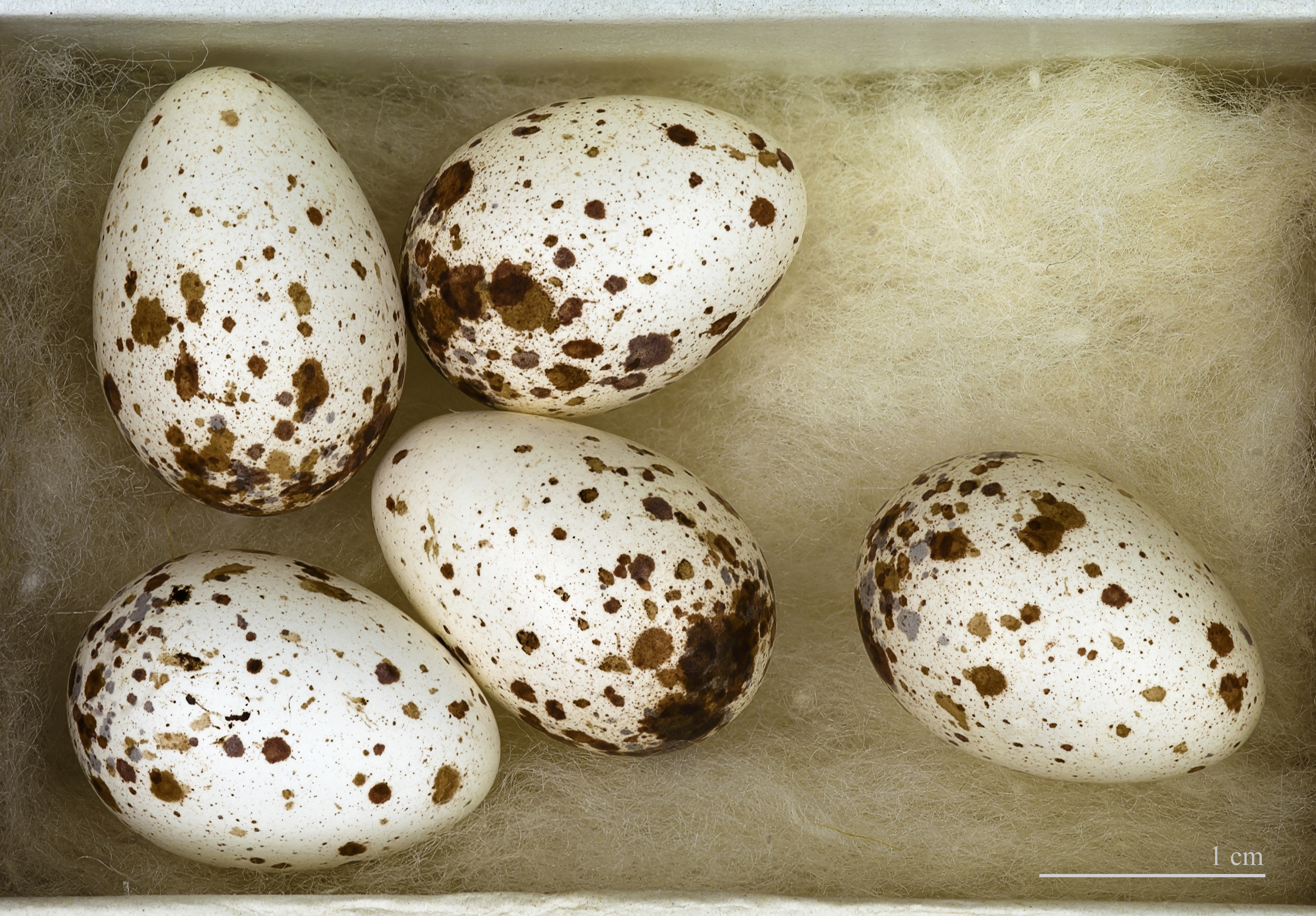
Hirundo rustica

Hanen återvänder till häckningsområdet före honorna och väljer en boplats, som den sedan tillkännager för honor med cirklande flykt och sång. Hanens häckningsframgång är relaterad till längden på stjärtpennorna. Längre stjärtpennor är mer attraktiva för honan. Hanar med längre stjärtfjädrar lever i allmänhet längre och har mer motståndskraft mot sjukdomar. Honorna vinner därmed en indirekt fördel i styrka av denna form av urval, då längre stjärtfjädrar antyder en genetiskt starkare individ som kommer att producera avkomma med högre livskraft.
Hanar med långa stjärtpennor har också större vita stjärtfläckar, och eftersom fjäderätande fågellöss föredrar vita fjädrar demonstrerar vita stjärtfläckar utan skador från parasiter häckningskvalitet. Det finns ett positivt samband mellan storlek på fläckar och antalet ungar som avlas varje säsong.
Båda könen försvarar redet, men hanen är särskilt aggressiv och revirhävdande. När de väl har bildats håller paren ihop för att häcka hela livet, men kopulationer utanför parförhållandet är vanliga, vilket gör arten genetiskt polygam men socialt monogam. Hanar vaktar honor aktivt för att undvika att bli bedragna. Hanen kan använda vilseledande varningsläten för att avbryta andra hanars försök att kopulera med hans partner.

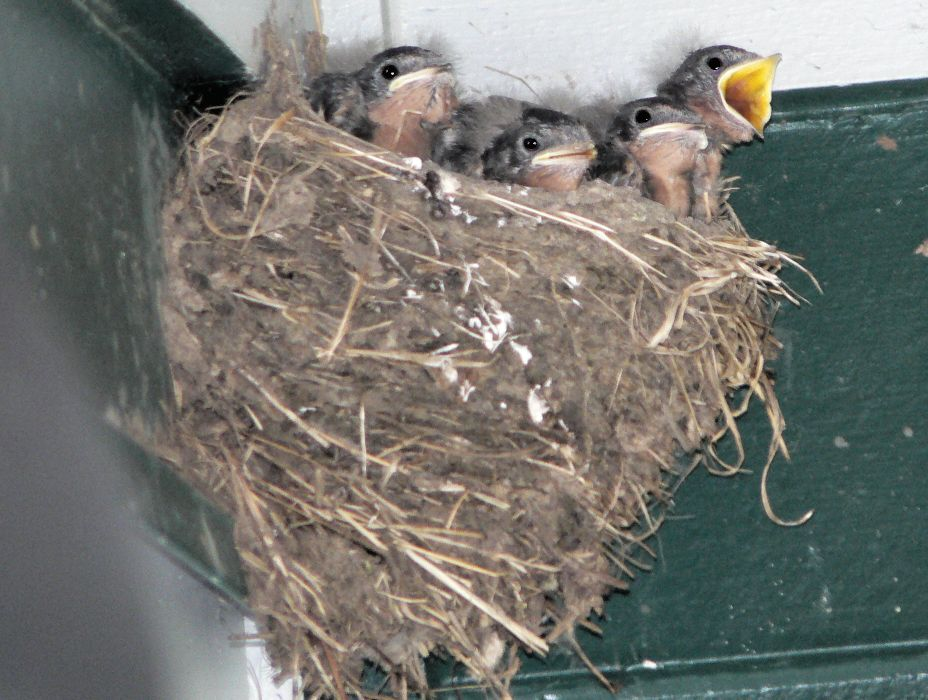
Äldre ungar i rede

Som dess namn antyder häckar ladusvalan typiskt inom tillgängliga byggnader som lador eller stall, eller under broar och bryggor. Boet är prydligt och har formen av en öppen, grund skål. Det redet placeras på en bjälke eller mot en lämplig vertikal utbuktning. Det uppförs av båda könen, men oftare av honan, av lerjord som samlas i näbbarna, klibbas ihop med saliv och fodras med gräs, fjädrar eller andra mjuka material. Ladusvalor kan häcka i kolonier där tillräckligt många boplatser av hög kvalitet finns tillgängliga. Inom en koloni försvarar varje par ett revir omkring redet, hos den europeiska underarten fyra till åtta kvadratmeter stort. Kolonierna tenderar att vara större i Nordamerika. Innan byggnader uppförda av människor blev vanliga häckade ladusvalan på klippväggar eller i grottor. Idag förekommer detta mer sällsynt.
Åtminstone i Nordamerika ingår ladusvalor ofta i ett mutualistiskt förhållande med fiskgjusar. Ladusvalor bygger sitt rede under ett fiskgjusbo och får därmed skydd mot andra rovfåglar som stöts bort av fiskgjusarna, som uteslutande äter fisk. Fiskgjusarna varnas om dessa rovfåglars närvaro av svalornas varningsläten.

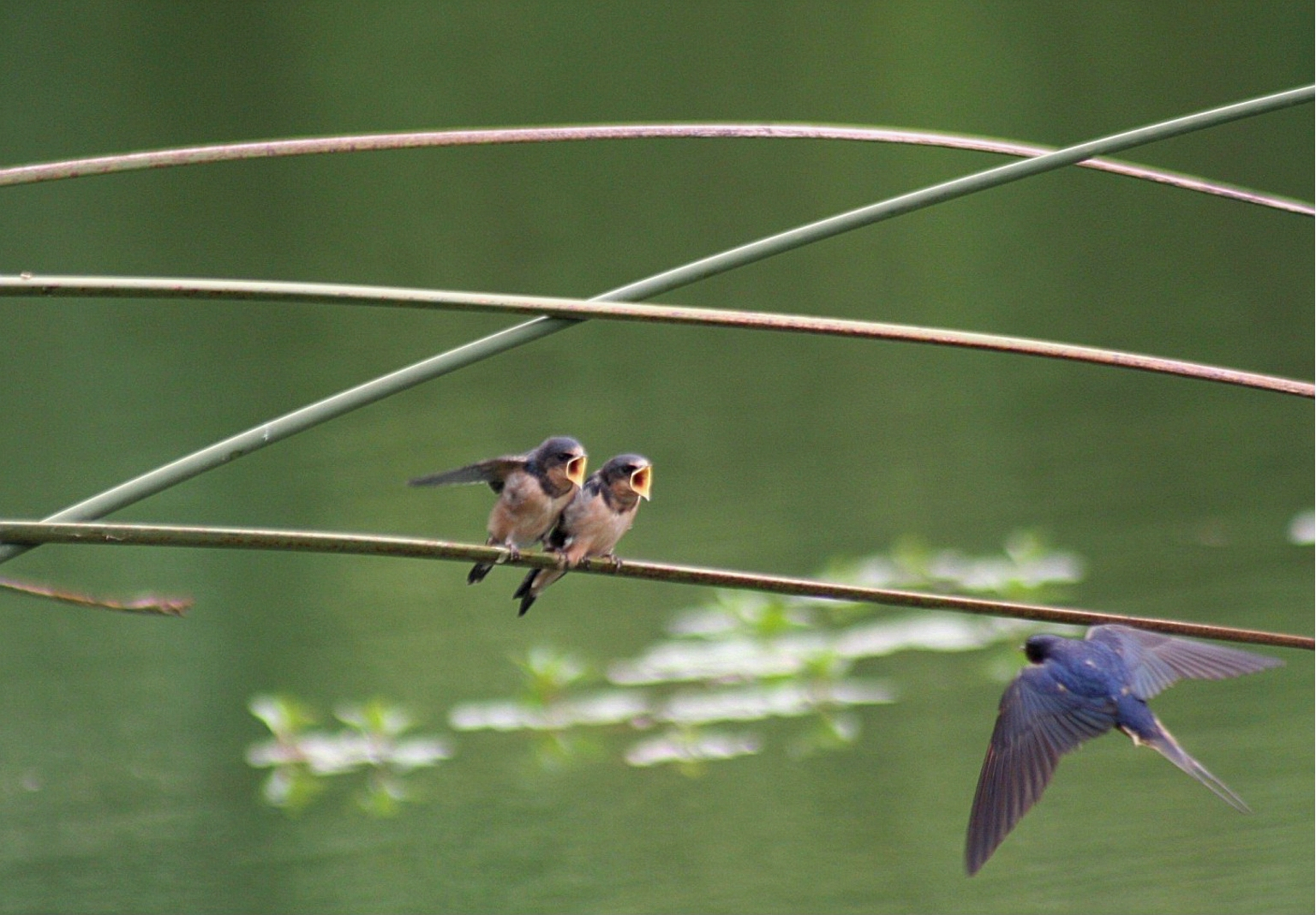
Flygga ungar som väntar på att bli matade

Honan lägger två till sju, men vanligtvis fyra eller fem, vita ägg med rödaktiga fläckar. Äggen är 20 x 14 millimeter stora och väger 1,9 gram, varav 5 procent är skal. I Europa utför honan nästan all ruvning, men i Nordamerika kan hanen ruva upp till 25% av tiden. Ruvningen varar vanligen 14–19 dagar, och ytterligare 18–23 dagar förlöper innan ungarna är flygga. De flygga ungarna stannar hos, och utfodras av, föräldrarna i ungefär en vecka efter att de har lämnat boet. Tillfälligtvis kan fåglar under sitt första år från den första kullen medverka till att utfodra den andra kullen.
Ladusvalan mobbar inkräktare som katter eller hökar som kommer för nära boet, och flyger ofta mycket nära den som hotar. Adulta ladusvalor har få predatorer, men några tas av egentliga hökar, falkar och ugglor. Häckningsparasitism av kostarar i Nordamerika eller gökar i Eurasien är ovanlig.
Normalt förekommer två kullar. Det ursprungliga redet återanvänds för den andra kullen och repareras och återanvänds under de följande åren. Häckningsframgången är 90% och andelen överlevande flygga ungar är 70-90%. Genomsnittliga dödligheten är 70-80% under det första året och 40-70% för adulta fåglar. Fastän rekordåldern är över 11 år, överlever de flesta mindre än fyra år.
Ladusvalan har rapporterats hybridisera med stensvala (Petrochelidon pyrrhonota) och grottsvala (P. fulva) i Nordamerika, och hussvala (Delichon urbicum) i Eurasien. Korsningen med den senare är en av de vanligaste hybriderna bland tättingarna.

### Föda och födosök

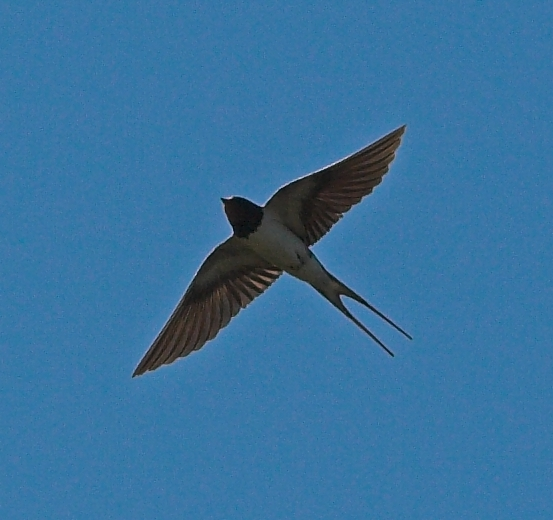
I flykt

Ladusvalan har liknande vanor som andra flygande insektsätare, däribland andra arter av svalor och de obesläktade seglarna. Den är ingen särskilt snabb flygare, med en uppskattad hastighet på omkring 11 m/s och en vingslagsfrekvens på ungefär 7-9 gånger varje sekund, men den har den nödvändiga manöverförmågan för att äta flygande insekter när den är i luften. Den ses ofta flygande relativt lågt i öppna eller halvöppna områden.
Vanligen födosöker den 7-8 meter över grunt vatten eller marken. Ofta följer den djur, människor eller jordbruksmaskiner för att fånga störda insekter, men den plockar ibland byten från vattenytan, väggar eller växter. I häckningsområdena utgör stora flugor omkring 70% av födan. Bladlöss är också en betydelsefull beståndsdel. I Europa tar dock ladusvalan färre bladlöss än hussvalan och backsvalan. I vinterkvarteren är steklar, särskilt flygmyror, viktiga inslag i födan. När de lägger ägg jagar ladusvalor i par, men bildar annars ofta stora flockar. Ladusvalan dricker genom att glida fram lågt över sjöar och floder och skopa upp vatten med sin öppna mun. Den badar på ett liknande sätt och doppar sig i vattnet en liten stund medan den flyger.
Svalor samlas på gemensamma sovplatser efter häckningen, ibland i tusental. Vassruggar uppskattas ofta. Fåglarna cirklar en masse innan de glider fram lågt över vassen. Vassruggar är en viktig källa till föda före och under flyttningen. Fastän ladusvalan flyttar dagtid och kan äta medan den flyger lågt över mark eller vatten, ger vassruggarna möjlighet att bygga upp eller fylla på fettlager.

### Parasiter och predatorer

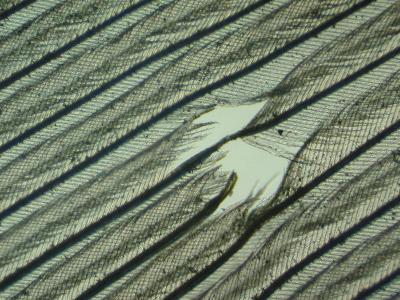
Ett märke efter en lus av släktet Brueelia på stjärtfjädern hos en ladusvala.

Ladusvalor, och andra små tättingar, har ofta karaktäristiska små hål på ving- och stjärtfjädrarna. Tidigare trodde man att de orsakades av fågellöss som Machaerilaemus malleus och Myrsidea rustica, men studier har visat att de främst orsakas av löss av släktet Brueelia. Flera arter av löss använder ladusvalor som värd, som Brueelia domestica och Philopterus microsomaticus. I Texas finns fynd av Oeciacus vicarius hos ladusvala vilket annars är en vanlig lus hos stensvala.
Predatorer som tar ladusvalor är främst snabba rovfåglar som pilgrimsfalk, stenfalk, lärkfalk och afrikansk lärkfalk. Mer sällan tas de av sparvhök, tornfalk eller ugglor. Andra kända predatorer är liten lyrfladdermus men det finns även dokumenterat att Afrikansk tigerfisk (Hydrocynus vittatus) hoppar upp ur vattnet och fångar lågt flygande födosökande ladusvalor.

## Ladusvalan och människan

### Status och hot
Ladusvalan har en mycket stor utbredning, med en uppskattad världsvid omfattning på 10 miljoner kvadratkilometer och en population på 190 miljoner individer. Globala populationstrender har inte kvantifierats, men arten anses inte närma sig trösklarna för kriteriet för populationsminskning på IUCN:s rödlista (det vill säga en minskning på över 30 procent på tio år eller tre generationer). Av dessa anledningar bedöms arten som "livskraftig" på IUCN:s rödlista från 2007, och har ingen speciell status i konventionen CITES som reglerar internationell handel med exemplar av vilda djur och växter.
Detta är en art som historiskt har gynnats kraftigt av skogsavverkning, som har skapat de öppna platser som den föredrar, och av mänsklig bosättning, som har givit den en stor mängd trygga häckningsplatser uppförda av människor. Det har skett lokala nedgångar i populationen på grund av användning av DDT i Israel på 1950-talet, konkurrens om boplatser med hussvalor i USA på 1800-talet, och en pågående gradvis nedgång i antal i delar av Europa och Asien på grund av intensifierat jordbruk, som minskar tillgången till insekter. Å andra sidan har populationen ökat i Nordamerika under 1900-talet med ökad tillgång till häckningsplatser och utbredningsområdet därefter ökat, inklusive koloniseringen av norra Alberta.
Ett specifikt hot mot övervintrande fåglar från de europeiska populationerna är King Shaka International Airport i närheten Durban i Sydafrika, vilken byggdes för världsmästerskapet i fotboll 2010. I närheten finns ett drygt två kvadratkilometer stort vassområde som är sovplats för mer än tre miljoner ladusvalor, vilket motsvarar en procent av världspopulationen och åtta procent av den europeiska häckande populationen. Initialt fanns farhågor att vassområdet skulle röjas, eftersom fåglarna kan utgöra en risk för flygplan när de landar och lyfter. Istället installerades radarteknik som varnar för fåglarnas rörelser.

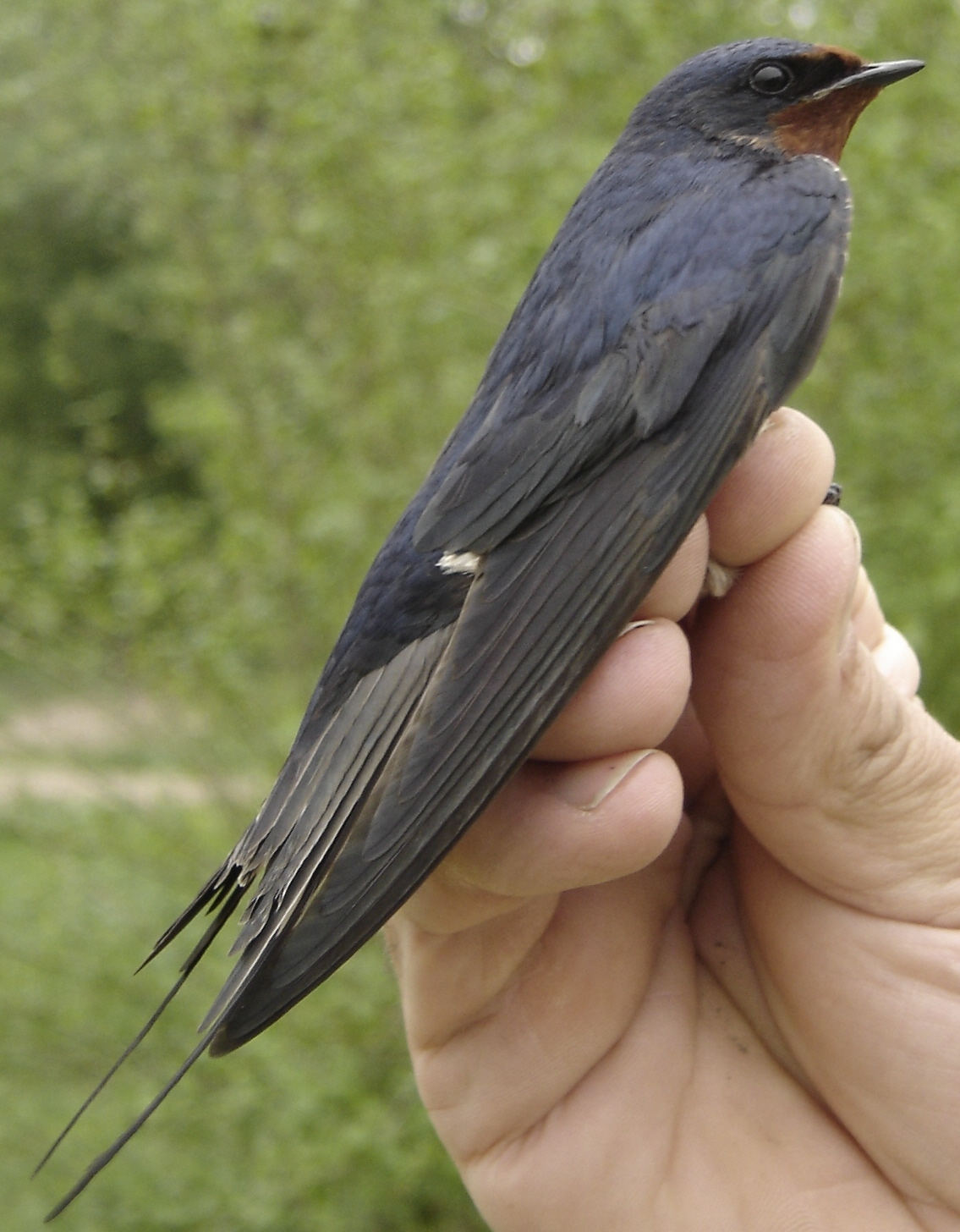
Hane

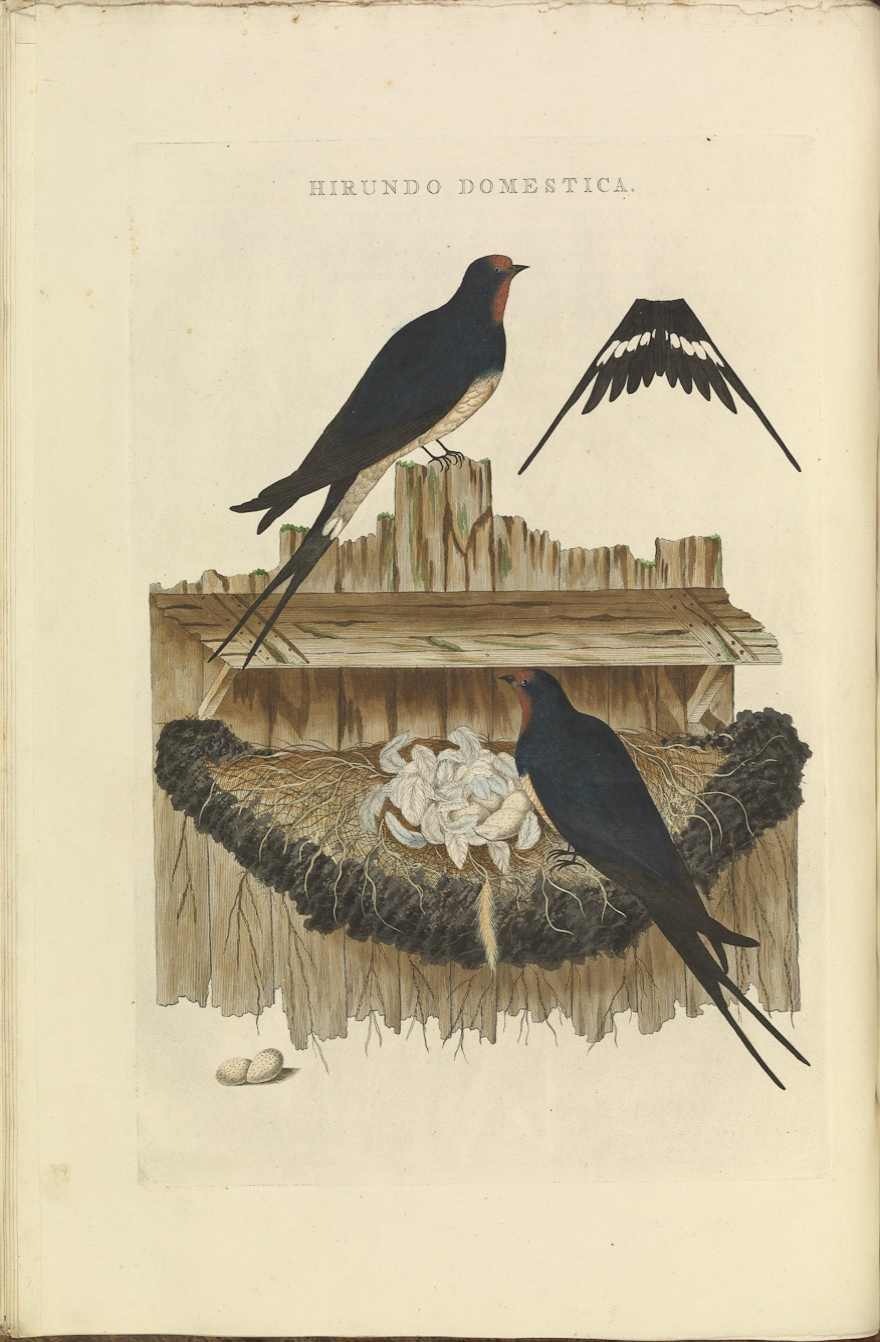
Ladusvala i boken Nederlandsche Vogelen (Nederländska fåglar) från 1770

### Förhållande till människor
Ladusvalan är en attraktiv fågel som äter flygande insekter och har därför tolererats av människor när den delar deras byggnader för att häcka. Eftersom ladusvalan är en av de tidigare flyttfåglarna ses denna iögonfallande art som ett tidigt tecken på att sommaren är i antågande.
I Gamla världen tycks ladusvalan ha använt byggnader och broar uppförda av människor sedan urminnes tider. Ett tidigt omnämnande finns i Vergilius Georgica (29 f.Kr.) ...garrula quam tignis nidum suspendat hirundo (...den pipande svalan hänger sitt rede från taksparrarna).
Det anses att ladusvalan började fästa sitt bo på nordamerikanska indianers bostäder i början av 1800-talet, och den påföljande spridningen av människor över Nordamerika tros ha lett till en dramatisk populationsökning för arten på hela kontinenten.

### I litteraturen
Många hänvisningar till ladusvalan i litteraturen utgår från dess flyttning norrut som symbol för vår eller sommar. Ordspråket "En svala gör ingen sommar" går tillbaka åtminstone till Aristoteles Nikomachiska etiken.
Ladusvalan symboliserar vårens ankomst och därmed kärlekens i Pervigilium Veneris, en sen latinsk dikt. I "Det öde landet" citerade T. S. Eliot raden "Quando fiam uti chelidon [ut tacere desinam]?" ("När kommer jag att bli som svalan, så att jag kan sluta vara tyst?")  Detta refererar till en version av myten om Filomele där hon förvandlas till en svala och hennes syster Prokne till en sydnäktergal. I mer kända versioner är de två arterna omvända. Å andra sidan avslutar en bild av svalornas samling inför sin flyttning söderut John Keats ode "To Autumn."
Det förekommer omnämnanden av ladusvalan i Bibeln, men det verkar troligt att den förväxlas med seglarna i många översättningar, eller möjligen andra arter av svalor som häckar i Israel. Stycket "Sparven har funnit ett rede, och svalan ett bo för sina ungar" från Psaltaren 84:3 syftar dock troligen på ladusvalan.
Svalan nämns också i flera av William Shakespeares pjäser för sin snabba flykt.

### Kulturhistoria

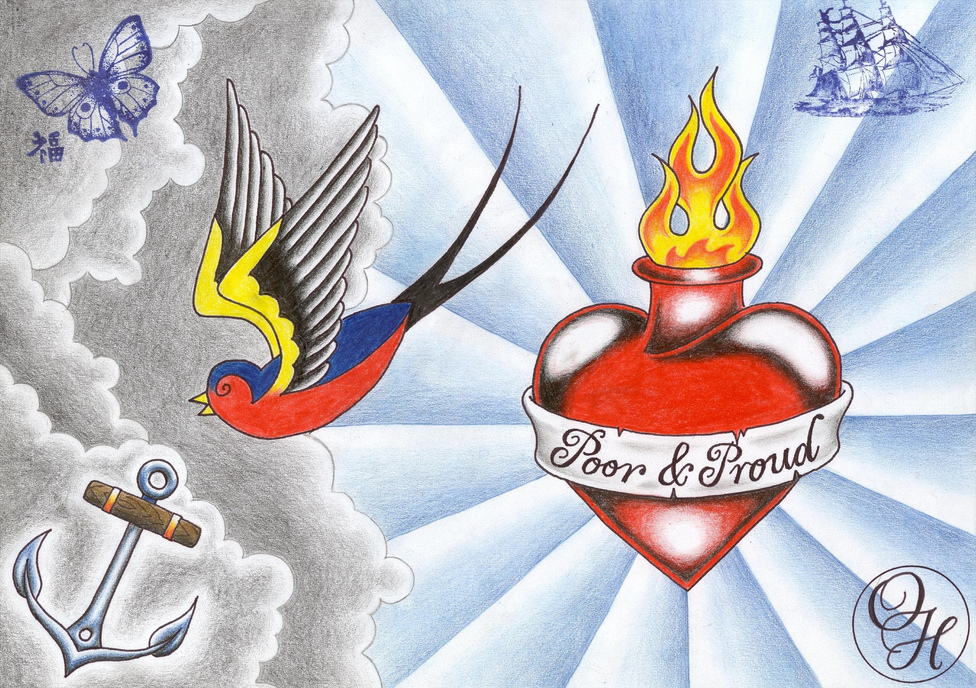
Ladusvalan är ett klassiskt tatueringsmotiv.

Gilbert White studerade ladusvalan i detalj i sitt pionjärverk The Natural History of Selborne, men till och med denna noggranna observatör var osäker på om den flyttade eller gick i ide på vintern. På andra håll hade dess långa färder observerats, och en tatuering av en svala är populär bland sjömän som symbol för säker hemkomst. Traditionen var att en sjöman fick tatuera in svalan efter att ha seglat 5 000 sjömil (9 260 km). En andra svala lades till efter 10 000 sjömil (18 520 km) till sjöss.
Förr förekom vidskepliga föreställningar att man inte fick skada ladusvalans rede. En sådan handling kunde leda till att korna gav blodig mjölk, eller ingen mjölk alls, eller att hönor slutade värpa. Denna typ av föreställning stärkte toleransen gentemot arten och kan ha varit en faktor i svalbons långa livslängd. Det är vanligt att svalbon finns kvar i 10-15 år, och ett bo rapporterades ha varit bebott i 48 år.
Den avbildas som merlett i heraldik, där den representerar yngre söner som inte har några marker. Den avbildas som i avsaknad av fötter eftersom detta var en vanlig uppfattning under tidig medeltid. Som ett resultat av en kampanj av ornitologer har ladusvalan varit Estlands nationalfågel sedan 23 juni 1960. Den är även Österrikes nationalfågel.

### Namn
I Västerbotten har ladusvala dialektalt kallats för lödusolv och saks-solv, där solv är bygdemål för svala. Andra äldre dialektala namn är logsvala i Södermanland och saxsvala i Dalarna.
| Namn      | Trakt        | Referens | Kommentar                         |
| --------- | ------------ | -------- | --------------------------------- |
|           |              |          |                                   |
| Lödusolv  | Västerbotten | [ 58 ]   | Solv = svala på det lokala målet. |
| Saks-solv | Västerbotten | [ 58 ]   | Solv = svala på det lokala målet. |